# Pubilla Cases (metropolitana di Barcellona)
Pubilla Cases è una stazione della linea 5 della Metropolitana di Barcellona.
La stazione venne inaugurata nel 1973 e servì come capolinea fino al 1976.
La stazione si trova sotto Avenida Doctor Ramón Solanich tra Plaça Mare de Deu del Pilar e Carrer El lipse.